# Copa Sul-Americana de 2010
A Copa Sul-Americana de 2010 foi a nona edição do torneio de futebol realizado no segundo semestre de cada ano pela Confederação Sul-Americana de Futebol (CONMEBOL). Equipes das dez associações sul-americanas participaram do torneio.
Durante o sorteio da competição em 28 de abril, a CONMEBOL anunciou que a partir dessa edição o campeão garantiria uma vaga na Copa Libertadores da América do ano seguinte.
O campeão enfrentou o Internacional, campeão da Copa Libertadores 2010 na decisão da Recopa Sul-Americana de 2011, além de participar da Copa Suruga Bank de 2011, contra o campeão da Copa da Liga Japonesa de 2010.
Pela primeira vez desde a criação da Copa Sul-Americana em 2002, Boca Juniors e River Plate não mais participaram como convidados.
A final foi disputada entre Independiente, da Argentina, e Goiás, do Brasil. Na primeira partida da decisão em Goiânia, vitória do Goiás por 2–0 e na volta, em Avellaneda, o Independiente foi o vencedor por 3–1. Como as equipes igularam no saldo de gols, foi preciso uma prorrogação e em seguida disputa por pênaltis para definir o título, vencido pelo Independiente por 5–3.

## Equipes classificadas
| País                                | Equipe                    | Classificação                                                          |
| ----------------------------------- | ------------------------- | ---------------------------------------------------------------------- |
| Argentina · (6 vagas)               | Banfield                  | Melhor pontuação acumulada na temporada 2009–2010                      |
| Argentina · (6 vagas)               | Argentinos Juniors        | 2ª melhor pontuação acumulada na temporada 2009–2010                   |
| Argentina · (6 vagas)               | Estudiantes               | 3ª melhor pontuação acumulada na temporada 2009–2010                   |
| Argentina · (6 vagas)               | Newell's Old Boys         | 4ª melhor pontuação acumulada na temporada 2009–2010                   |
| Argentina · (6 vagas)               | Independiente             | 5ª melhor pontuação acumulada na temporada 2009–2010                   |
| Argentina · (6 vagas)               | Vélez Sarsfield           | 6ª melhor pontuação acumulada na temporada 2009–2010                   |
| Bolívia · (3 vagas)                 | San José                  | 3º colocado no Torneio Apertura de 2009                                |
| Bolívia · (3 vagas)                 | Oriente Petrolero         | 3º colocado no Torneio Clausura de 2009                                |
| Bolívia · (3 vagas)                 | Universitario de Sucre    | Campeão do hexagonal do Torneio Apertura de 2010                       |
| Brasil · (8 vagas)                  | Palmeiras                 | 5ª colocação no Campeonato Brasileiro de 2009                          |
| Brasil · (8 vagas)                  | Avaí                      | 6ª colocação no Campeonato Brasileiro de 2009                          |
| Brasil · (8 vagas)                  | Atlético Mineiro          | 7ª colocação no Campeonato Brasileiro de 2009                          |
| Brasil · (8 vagas)                  | Grêmio                    | 8ª colocação no Campeonato Brasileiro de 2009                          |
| Brasil · (8 vagas)                  | Goiás                     | 9ª colocação no Campeonato Brasileiro de 2009                          |
| Brasil · (8 vagas)                  | Grêmio Prudente           | 11ª colocação no Campeonato Brasileiro de 2009                         |
| Brasil · (8 vagas)                  | Santos                    | 12ª colocação no Campeonato Brasileiro de 2009                         |
| Brasil · (8 vagas)                  | Vitória                   | 13ª colocação no Campeonato Brasileiro de 2009                         |
| Chile · (3 vagas)                   | Unión San Felipe          | Campeão da Copa Chile de 2009                                          |
| Chile · (3 vagas)                   | Colo-Colo                 | Vencedor da primeira fase do Campeonato Chileno de 2010                |
| Chile · (3 vagas)                   | Universidad de Chile      | Vencedor da partida para a Copa Sul-Americana                          |
| Colômbia · (3 vagas)                | Deportes Tolima           | 2ª melhor pontuação na Copa Mustang de 2009                            |
| Colômbia · (3 vagas)                | Santa Fe                  | Campeão da Copa Colômbia de 2009                                       |
| Colômbia · (3 vagas)                | Atlético Huila            | 3ª melhor pontuação na Copa Mustang de 2009                            |
| Equador · (3 vagas + atual campeão) | LDU Quito                 | Campeão da Copa Sul-americana de 2009                                  |
| Equador · (3 vagas + atual campeão) | Emelec                    | Melhor pontuação na primeira fase do Campeonato Equatoriano de 2010    |
| Equador · (3 vagas + atual campeão) | Barcelona de Guayaquil    | 2ª melhor pontuação na primeira fase do Campeonato Equatoriano de 2010 |
| Equador · (3 vagas + atual campeão) | Deportivo Quito           | 3ª melhor pontuação na primeira fase do Campeonato Equatoriano de 2010 |
| Paraguai · (3 vagas)                | Cerro Porteño             | Melhor pontuação do Campeonato Paraguaio de 2009                       |
| Paraguai · (3 vagas)                | Olimpia                   | 4ª melhor pontuação no Campeonato Paraguaio de 2009                    |
| Paraguai · (3 vagas)                | Guaraní                   | 5ª melhor pontuação no Campeonato Paraguaio de 2009                    |
| Peru · (3 vagas)                    | Sport Huancayo            | 4ª melhor pontuação no Campeonato Peruano de 2009                      |
| Peru · (3 vagas)                    | Universidad San Martín    | 5ª melhor pontuação no Campeonato Peruano de 2009                      |
| Peru · (3 vagas)                    | Universidad César Vallejo | 6ª melhor pontuação no Campeonato Peruano de 2009                      |
| Uruguai · (3 vagas)                 | Peñarol                   | Campeão do Campeonato Uruguaio de 2009–2010                            |
| Uruguai · (3 vagas)                 | River Plate               | 4ª melhor pontuação no Campeonato Uruguaio de 2009–2010                |
| Uruguai · (3 vagas)                 | Defensor Sporting         | 5ª melhor pontuação no Campeonato Uruguaio de 2009–2010                |
| Venezuela · (3 vagas)               | Caracas                   | Campeão da Copa Venezuela de 2009                                      |
| Venezuela · (3 vagas)               | Trujillanos               | Vice-campeão da Copa Venezuela de 2009                                 |
| Venezuela · (3 vagas)               | Deportivo Lara            | 3ª melhor pontuação acumulada no Campeonato Venezuelano de 2009-2010   |

## Primeira fase
A primeira fase foi disputada pelas 16 equipes classificadas em segundo e terceiro lugar de cada país (exceto as equipes da Argentina e Brasil) divididas em oito chaves.
| Chave | Equipe 1                  | Total    | Equipe 2               | Ida | Volta |
| ----- | ------------------------- | -------- | ---------------------- | --- | ----- |
| A     | Universitario de Sucre    | 3–3 (gf) | Colo-Colo              | 2–0 | 1–3   |
| B     | Guaraní                   | 4–4 (gf) | River Plate            | 2–0 | 2–4   |
| C     | Universidad César Vallejo | 2–5      | Barcelona de Guayaquil | 1–2 | 1–3   |
| D     | Atlético Huila            | 5–2      | Trujillanos            | 4–1 | 1–1   |
| E     | Universidad de Chile      | 2–3      | Oriente Petrolero      | 2–2 | 0–1   |
| F     | Defensor Sporting         | 3–1      | Olimpia                | 2–0 | 1–1   |
| G     | Deportivo Quito           | 4–4 (gf) | Universidad San Martín | 3–2 | 1–2   |
| H     | Deportivo Lara            | 2–4      | Santa Fe               | 2–0 | 0–4   |

## Segunda fase
A segunda fase foi disputada pela equipes classificadas em primeiro lugar de cada país, além das equipes da Argentina e do Brasil e os oito que avançaram da primeira fase. São 16 chaves com partidas de ida e volta, sendo que a LDU Quito avançou diretamente as oitavas de final por ser a campeã do ano anterior.
| Chave | Equipe 1                                               | Total                                                  | Equipe 2                                               | Ida                                                    | Volta                                                  |
| ----- | ------------------------------------------------------ | ------------------------------------------------------ | ------------------------------------------------------ | ------------------------------------------------------ | ------------------------------------------------------ |
| O1    | Atlético Huila                                         | 1–5                                                    | San José                                               | 1–1                                                    | 0–4                                                    |
| O2    | Independiente                                          | 2–1                                                    | Argentinos Juniors                                     | 1–0                                                    | 1–1                                                    |
| O3    | Barcelona de Guayaquil                                 | 1–3                                                    | Peñarol                                                | 0–1                                                    | 1–2                                                    |
| O4    | Vitória                                                | 2–3                                                    | Palmeiras                                              | 2–0                                                    | 0–3                                                    |
| O5    | Santa Fe                                               | 2–1                                                    | Caracas                                                | 2–1                                                    | 0–0                                                    |
| O6    | Santos                                                 | 2–3                                                    | Avaí                                                   | 1–3                                                    | 1–0                                                    |
| O7    | Oriente Petrolero                                      | 1–2                                                    | Deportes Tolima                                        | 1–0                                                    | 0–2                                                    |
| O8    | LDU Quito diretamente classificado as oitavas-de-final | LDU Quito diretamente classificado as oitavas-de-final | LDU Quito diretamente classificado as oitavas-de-final | LDU Quito diretamente classificado as oitavas-de-final | LDU Quito diretamente classificado as oitavas-de-final |
| O9    | Guaraní                                                | 2–2 (7–8 p)                                            | Unión San Felipe                                       | 1–1                                                    | 1–1                                                    |
| O10   | Vélez Sarsfield                                        | 1–2                                                    | Banfield                                               | 0–1                                                    | 1–1                                                    |
| O11   | Universidad San Martín                                 | 2–6                                                    | Emelec                                                 | 2–1                                                    | 0–5                                                    |
| O12   | Grêmio Prudente                                        | 0–1                                                    | Atlético Mineiro                                       | 0–0                                                    | 0–1                                                    |
| O13   | Universitario de Sucre                                 | 3–2                                                    | Cerro Porteño                                          | 1–0                                                    | 2–2                                                    |
| O14   | Goiás                                                  | 3–1                                                    | Grêmio                                                 | 1–1                                                    | 2–0                                                    |
| O15   | Defensor Sporting                                      | 9–2                                                    | Sport Huancayo                                         | 9–0                                                    | 0–2                                                    |
| O16   | Newell's Old Boys                                      | 2–1                                                    | Estudiantes                                            | 1–0                                                    | 1–1                                                    |

## Fase final
|  | Oitavas de final                  | Oitavas de final                  | Oitavas de final                  | Oitavas de final                  |       |                   | Quartas de final                  | Quartas de final                  | Quartas de final                  | Quartas de final                  |  |            | Semifinais          | Semifinais          | Semifinais          | Semifinais          |       |   | Final             | Final             | Final             | Final             |
|  | de 28 de setembro a 21 de outubro | de 28 de setembro a 21 de outubro | de 28 de setembro a 21 de outubro | de 28 de setembro a 21 de outubro |       |                   | de 27 de outubro a 11 de novembro | de 27 de outubro a 11 de novembro | de 27 de outubro a 11 de novembro | de 27 de outubro a 11 de novembro |  |            | 17 a 25 de novembro | 17 a 25 de novembro | 17 a 25 de novembro | 17 a 25 de novembro |       |   | 1 e 8 de dezembro | 1 e 8 de dezembro | 1 e 8 de dezembro | 1 e 8 de dezembro |
|  |                                   |                                   |                                   |                                   |       |                   |                                   |                                   |                                   |                                   |  |            |                     |                     |                     |                     |       |   |                   |                   |                   |                   |
|  | Goiás (gf)                        | 1                                 | 2                                 | 3                                 |       |                   |                                   |                                   |                                   |                                   |  |            |                     |                     |                     |                     |       |   |                   |                   |                   |                   |
|  | Peñarol                           | 0                                 | 3                                 | 3                                 |       |                   |                                   |                                   |                                   |                                   |  |            |                     |                     |                     |                     |       |   |                   |                   |                   |                   |
|  | Peñarol                           | 0                                 | 3                                 | 3                                 |       | Goiás             | 2                                 | 1                                 | 3                                 |                                   |  |            |                     |                     |                     |                     |       |   |                   |                   |                   |                   |
|  |                                   |                                   |                                   |                                   |       | Goiás             | 2                                 | 1                                 | 3                                 |                                   |  |            |                     |                     |                     |                     |       |   |                   |                   |                   |                   |
|  |                                   | Avaí                              | 2                                 | 0                                 | 2     |                   |                                   |                                   |                                   |                                   |  |            |                     |                     |                     |                     |       |   |                   |                   |                   |                   |
|  | Emelec                            | Avaí                              | 2                                 | 0                                 | 2     | 2                 | 1                                 | 3                                 |                                   |                                   |  |            |                     |                     |                     |                     |       |   |                   |                   |                   |                   |
|  | Emelec                            |                                   |                                   |                                   |       | 2                 | 1                                 | 3                                 |                                   |                                   |  |            |                     |                     |                     |                     |       |   |                   |                   |                   |                   |
|  | Avaí                              | 1                                 | 3                                 | 4                                 |       |                   |                                   |                                   |                                   |                                   |  |            |                     |                     |                     |                     |       |   |                   |                   |                   |                   |
|  | Avaí                              | 1                                 | 3                                 | 4                                 |       |                   |                                   |                                   |                                   |                                   |  | Goiás (gf) | 0                   | 2                   | 2                   |                     |       |   |                   |                   |                   |                   |
|  |                                   |                                   |                                   |                                   |       |                   |                                   |                                   |                                   |                                   |  | Goiás (gf) | 0                   | 2                   | 2                   |                     |       |   |                   |                   |                   |                   |
|  |                                   | Palmeiras                         | 1                                 | 1                                 | 2     |                   |                                   |                                   |                                   |                                   |  |            |                     |                     |                     |                     |       |   |                   |                   |                   |                   |
|  | Atlético Mineiro                  | Palmeiras                         | 1                                 | 1                                 | 2     | 2                 | 0                                 | 2                                 |                                   |                                   |  |            |                     |                     |                     |                     |       |   |                   |                   |                   |                   |
|  | Atlético Mineiro                  |                                   |                                   |                                   |       | 2                 | 0                                 | 2                                 |                                   |                                   |  |            |                     |                     |                     |                     |       |   |                   |                   |                   |                   |
|  | Santa Fe                          | 0                                 | 1                                 | 1                                 |       |                   |                                   |                                   |                                   |                                   |  |            |                     |                     |                     |                     |       |   |                   |                   |                   |                   |
|  | Santa Fe                          | 0                                 | 1                                 | 1                                 |       | Atlético Mineiro  | 1                                 | 0                                 | 1                                 |                                   |  |            |                     |                     |                     |                     |       |   |                   |                   |                   |                   |
|  |                                   |                                   |                                   |                                   |       | Atlético Mineiro  | 1                                 | 0                                 | 1                                 |                                   |  |            |                     |                     |                     |                     |       |   |                   |                   |                   |                   |
|  |                                   | Palmeiras                         | 1                                 | 2                                 | 3     |                   |                                   |                                   |                                   |                                   |  |            |                     |                     |                     |                     |       |   |                   |                   |                   |                   |
|  | Universitario de Sucre            | Palmeiras                         | 1                                 | 2                                 | 3     | 0                 | 1                                 | 1                                 |                                   |                                   |  |            |                     |                     |                     |                     |       |   |                   |                   |                   |                   |
|  | Universitario de Sucre            |                                   |                                   |                                   |       | 0                 | 1                                 | 1                                 |                                   |                                   |  |            |                     |                     |                     |                     |       |   |                   |                   |                   |                   |
|  | Palmeiras                         | 1                                 | 3                                 | 4                                 |       |                   |                                   |                                   |                                   |                                   |  |            |                     |                     |                     |                     |       |   |                   |                   |                   |                   |
|  | Palmeiras                         | 1                                 | 3                                 | 4                                 |       |                   |                                   |                                   |                                   |                                   |  |            |                     |                     |                     |                     | Goiás | 2 | 1                 | 3 (3)             |                   |                   |
|  |                                   |                                   |                                   |                                   |       |                   |                                   |                                   |                                   |                                   |  |            |                     |                     |                     |                     |       | 2 | 1                 | 3 (3)             |                   |                   |
|  |                                   | Independiente (pen)               | 0                                 | 3                                 | 3 (5) |                   |                                   |                                   |                                   |                                   |  |            |                     |                     |                     |                     |       |   |                   |                   |                   |                   |
|  | Newell's Old Boys                 | Independiente (pen)               | 0                                 | 3                                 | 3 (5) | 6                 | 0                                 | 6                                 |                                   |                                   |  |            |                     |                     |                     |                     |       |   |                   |                   |                   |                   |
|  | Newell's Old Boys                 |                                   |                                   |                                   |       | 6                 | 0                                 | 6                                 |                                   |                                   |  |            |                     |                     |                     |                     |       |   |                   |                   |                   |                   |
|  | San José                          | 0                                 | 2                                 | 2                                 |       |                   |                                   |                                   |                                   |                                   |  |            |                     |                     |                     |                     |       |   |                   |                   |                   |                   |
|  | San José                          | 0                                 | 2                                 | 2                                 |       | Newell's Old Boys | 0                                 | 0                                 | 0                                 |                                   |  |            |                     |                     |                     |                     |       |   |                   |                   |                   |                   |
|  |                                   |                                   |                                   |                                   |       | Newell's Old Boys | 0                                 | 0                                 | 0                                 |                                   |  |            |                     |                     |                     |                     |       |   |                   |                   |                   |                   |
|  |                                   | LDU Quito                         | 0                                 | 1                                 | 1     |                   |                                   |                                   |                                   |                                   |  |            |                     |                     |                     |                     |       |   |                   |                   |                   |                   |
|  | Unión San Felipe                  | LDU Quito                         | 0                                 | 1                                 | 1     | 4                 | 1                                 | 5                                 |                                   |                                   |  |            |                     |                     |                     |                     |       |   |                   |                   |                   |                   |
|  | Unión San Felipe                  |                                   |                                   |                                   |       | 4                 | 1                                 | 5                                 |                                   |                                   |  |            |                     |                     |                     |                     |       |   |                   |                   |                   |                   |
|  | LDU Quito                         | 2                                 | 6                                 | 8                                 |       |                   |                                   |                                   |                                   |                                   |  |            |                     |                     |                     |                     |       |   |                   |                   |                   |                   |
|  | LDU Quito                         | 2                                 | 6                                 | 8                                 |       |                   |                                   |                                   |                                   |                                   |  | LDU Quito  | 3                   | 1                   | 4                   |                     |       |   |                   |                   |                   |                   |
|  |                                   |                                   |                                   |                                   |       |                   |                                   |                                   |                                   |                                   |  | LDU Quito  | 3                   | 1                   | 4                   |                     |       |   |                   |                   |                   |                   |
|  |                                   | Independiente (gf)                | 2                                 | 2                                 | 4     |                   |                                   |                                   |                                   |                                   |  |            |                     |                     |                     |                     |       |   |                   |                   |                   |                   |
|  | Banfield                          | Independiente (gf)                | 2                                 | 2                                 | 4     | 2                 | 0                                 | 2                                 |                                   |                                   |  |            |                     |                     |                     |                     |       |   |                   |                   |                   |                   |
|  | Banfield                          |                                   |                                   |                                   |       | 2                 | 0                                 | 2                                 |                                   |                                   |  |            |                     |                     |                     |                     |       |   |                   |                   |                   |                   |
|  | Deportes Tolima                   | 0                                 | 3                                 | 3                                 |       |                   |                                   |                                   |                                   |                                   |  |            |                     |                     |                     |                     |       |   |                   |                   |                   |                   |
|  | Deportes Tolima                   | 0                                 | 3                                 | 3                                 |       | Deportes Tolima   | 2                                 | 0                                 | 2                                 |                                   |  |            |                     |                     |                     |                     |       |   |                   |                   |                   |                   |
|  |                                   |                                   |                                   |                                   |       | Deportes Tolima   | 2                                 | 0                                 | 2                                 |                                   |  |            |                     |                     |                     |                     |       |   |                   |                   |                   |                   |
|  |                                   | Independiente (gf)                | 2                                 | 0                                 | 2     |                   |                                   |                                   |                                   |                                   |  |            |                     |                     |                     |                     |       |   |                   |                   |                   |                   |
|  | Defensor Sporting                 | Independiente (gf)                | 2                                 | 0                                 | 2     | 1                 | 2                                 | 3                                 |                                   |                                   |  |            |                     |                     |                     |                     |       |   |                   |                   |                   |                   |
|  | Defensor Sporting                 |                                   |                                   |                                   |       | 1                 | 2                                 | 3                                 |                                   |                                   |  |            |                     |                     |                     |                     |       |   |                   |                   |                   |                   |
|  | Independiente                     | 0                                 | 4                                 | 4                                 |       |                   |                                   |                                   |                                   |                                   |  |            |                     |                     |                     |                     |       |   |                   |                   |                   |                   |

- Nota: Os cruzamentos foram invertidos em relação ao original devido a regra que obriga dois clubes do mesmo país terem que se enfrentar obrigatoriamente nas semifinais, como na Copa Libertadores da América.[5]

### Final
Jogo de ida
| 1 de dezembro | Goiás                                | 2 – 0     | Independiente | Estádio Serra Dourada, Goiânia |
| 22:00 (UTC-2) | Rafael Moura 14' · Otacílio Neto 22' | Relatório |               | Árbitro: PAR Carlos Torres     |

Jogo de volta
| 8 de dezembro | Independiente                     | 3 – 1 (pro) | Goiás            | Estádio Libertadores de América, Avellaneda |
| 21:00 (UTC-3) | J. Velázquez 19' · Parra 27', 34' | Relatório   | Rafael Moura 22' | Árbitro: COL Óscar Ruiz                     |

|                                          |       | Penalidades                                     |  |
| M. Velázquez Parra Gracián Matheu Tuzzio | 5 – 3 | Rafael Tolói Éverton Santos Felipe Rafael Moura |  |

## Premiação
| Copa Sul-Americana de 2010        |
| --------------------------------- |
| INDEPENDIENTE Campeão (1º título) |